# Conocybe moseri
Conocybe moseri es una especie de hongos de la familia Bolbitiaceae. Fue descrito en 1980 por el micólogo Roy Watling, a partir de recolecciones realizadas en Francia. La designación moseri hace referencia al micólogo austríaco Meinhard Moser. Existen reportes de su hallazgo en el Reino Unido, creciendo en praderas, y a la vera de bosques. En 1995, se lo identificó en Suiza, en Ucrania en 2007, y Rusia en 2007. En 2015 identificado en India, creciendo entre estiércol vacuno.